# Kościół św. Jana Nepomucena w Wielbarku

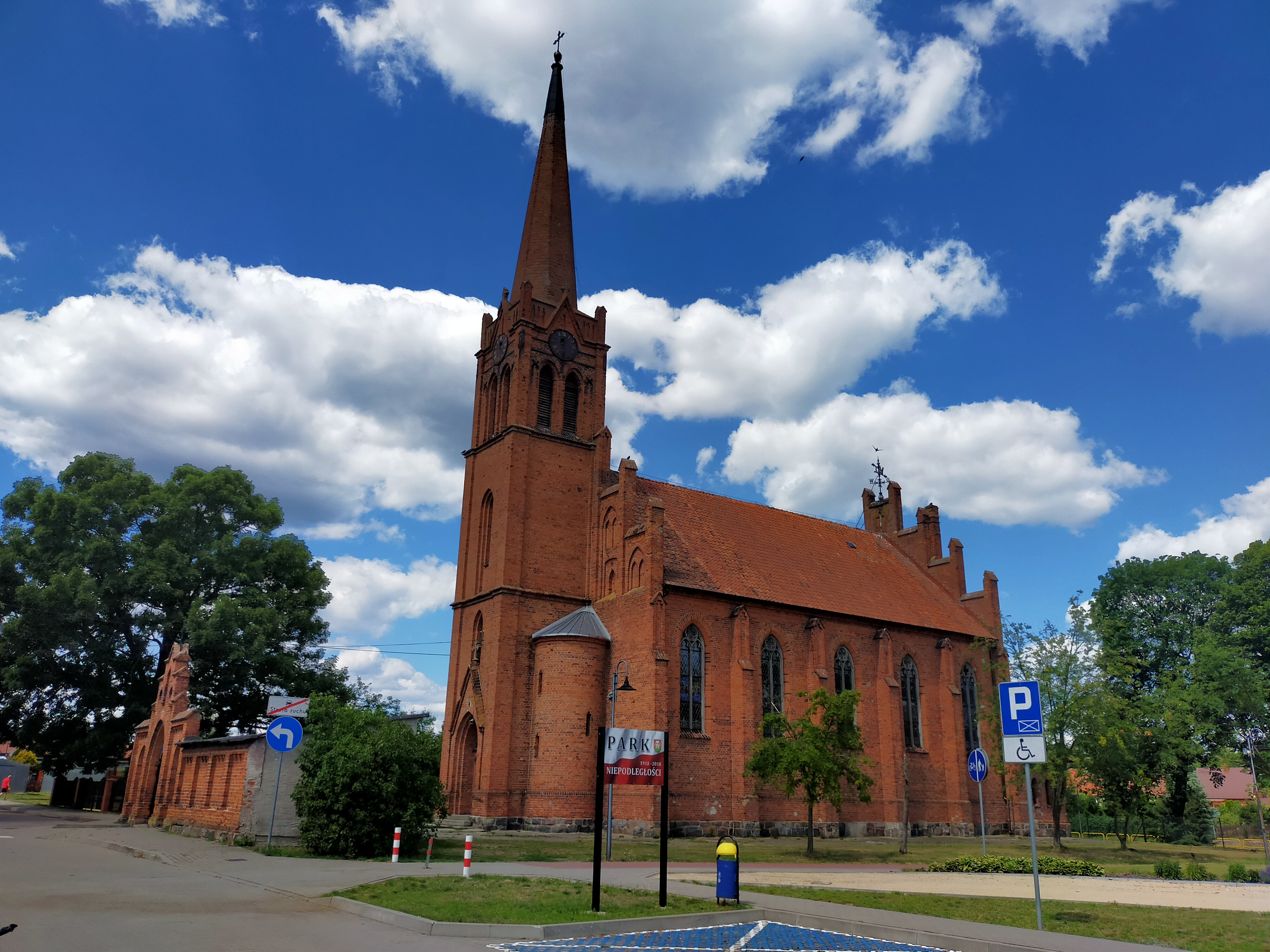
Kościół św. Jana Nepomucena w Wielbarku

Kościół Świętego Jana Nepomucena – rzymskokatolicki kościół parafialny znajdujący się w mieście Wielbark, w województwie warmińsko-mazurskim. Należy do dekanatu Szczytno archidiecezji warmińskiej.
Kamień węgielny pod budowę świątyni został poświęcony w dniu 11 czerwca 1879 roku, natomiast w dniu 17 listopada 1880 roku została poświęcona ukończona budowla. W dniu 29 czerwca 1884 roku świątynia została konsekrowana przez biskupa warmińskiego, Philippa Krementza.
Jest to budowla orientowana, murowana, wzniesiona z czerwonej cegły i stojąca na kamiennym fundamencie. Wybudowano ją na planie prostokąta, w stylu neogotyckim. Od strony wschodniej jest umieszczone wielobocznie zamknięte prezbiterium, od strony zachodniej do korpusu świątyni jest dobudowana kwadratowa wieża zwieńczona ceglanym szpicem, z cylindryczną klatką schodową. Korpus budowli jest opięty szkarpami. Posiada dach dwuspadowy i ozdobiony jest szczytami schodkowymi z blendami. Z lewej i prawej strony nawy są umieszczone niższe aneksy. Na kamieniu od strony północnej jest umieszczona data 1879. Wnętrze jest nakryte stropem na drewnianych podciągach.
Wystrój i wyposażenie świątyni pochodzą z czasów jej budowy i reprezentują styl neogotycki. Przykładami tego stylu są: ołtarz główny i ołtarze boczne (w jednym z nich Jest umieszczony obraz Matki Boskiej w ogrodzie różanym z XIX wieku), ambona, chrzcielnica i prospekt organowy. Witraże wykonał w latach 60. XX wieku poznański artysta Stanisław Powalisz (dwa okna korpusu i prezbiterium – w jednym z okien prezbiterium jest umieszczony wizerunek patrona świątyni – św. Jana Nepomucena).